# Plesiobatidae
Famille
Les Plesiobatidae sont une famille de raies.

## Liste des genres
Selon World Register of Marine Species (14 octobre 2014), FishBase (14 octobre 2014) et ITIS (14 octobre 2014), cette famille ne contient qu'un seul genre :
- genre Plesiobatis Nishida, 1990
  - Plesiobatis daviesi